# 阿爾瓦特羅斯島
27°07′S 15°14′E / 27.117°S 15.233°E
阿爾瓦特羅斯島是納米比亞的島嶼，位於呂德里茨以南50公里的大西洋海域，屬於企鵝群島的一部分，距離大陸1.2公里，長0.6公里、寬0.1公里，島上無人居住。

## 外部連結
- Mapa de localización de la isla （页面存档备份，存于）